# Peko Dapčević
Petar "Peko" Dapčević (Cetiña, 25 de junio de 1913-Belgrado, 10 de febrero de 1999) fue un militar y militante comunista yugoslavo de origen montenegrino que participó en la guerra civil española enrolado en las Brigadas Internacionales, y en la Segunda Guerra Mundial al frente del Grupo I del Ejército Partisano de Liberación.
El Grupo I liderado por Dapčević participó, junto con el Ejército Rojo al mando del general Zhdanov, en la Liberación de Belgrado el 20 de octubre de 1944. En 1953 Dapčević fue nombrado jefe del Estado Mayor del Ejército Popular Yugoslavo, pero debió abandonar el cargo al ser relacionado con el general disidente Milovan Đilas.
Algunos analistas militares han considerado a Dapčević "un genio militar de la guerra de guerrillas".

## Formación
Nacido en la aldea de Ljubotinj, cerca de Cetiña, en el entonces Reino de Montenegro, Peko tuvo tres hermanos; uno de los cuales, Vlado, también fue un partisano comunista. Desde joven participó en eventos revolucionarios que le supusieron varios arrestos.
Después de terminar la secundaria se matriculó en la Facultad de Derecho de la Universidad de Belgrado, y en 1933 se afilió al Partido Comunista de Yugoslavia. Tres años más tarde regresó a Cetiña como miembro del Comité de Distrito del Partido Comunista, trabajando en la creación y el fortalecimiento de la organización.

## Guerra civil española
En mayo de 1937, junto con un grupo de comunistas yugoslavos, se trasladó a España, para participar en la guerra civil española junto al Bando republicano. Cuatro de los brigadistas yugoslavos que combatieron en las Brigadas Internacionales acabaron dirigiendo los cuatro grupos del Ejército Partisano de Liberación que combatió a los nazis en la Segunda Guerra Mundial: Peko Dapčević el I, Koča Popović el II, Kosta Nađ el III, y Petar Drapšin el IV.
Después de un corto período de capacitación, ingresó en el Batallón Djuro Djakovic de la XV Brigada Internacional. En el frente de Madrid, fue herido en la cabeza en el transcurso de la batalla de Brunete. Tras una convalecencia se reincorporó al frente, demostrando una gran capacidad militar que le valió para alcanzar el grado de teniente del Ejército Popular Republicano. Fue herido de nuevo durante la batalla del Ebro en 1938, y no se incorporaría más al campo de batalla.
En febrero de 1939, cuando ya se había consumado la derrota republicana, atravesó junto a otros voluntarios la frontera francesa. Fue ingresado por las autoridades francesas, junto con otros combatientes de las Brigadas Internacionales, en el Campo de concentración de Argelès-sur-Mer. Posteriormente fue trasladado al Castillo de Colliure, de donde logró escapar en 1940 para, a través de Austria, volver a Yugoslavia.

## Segunda Guerra Mundial

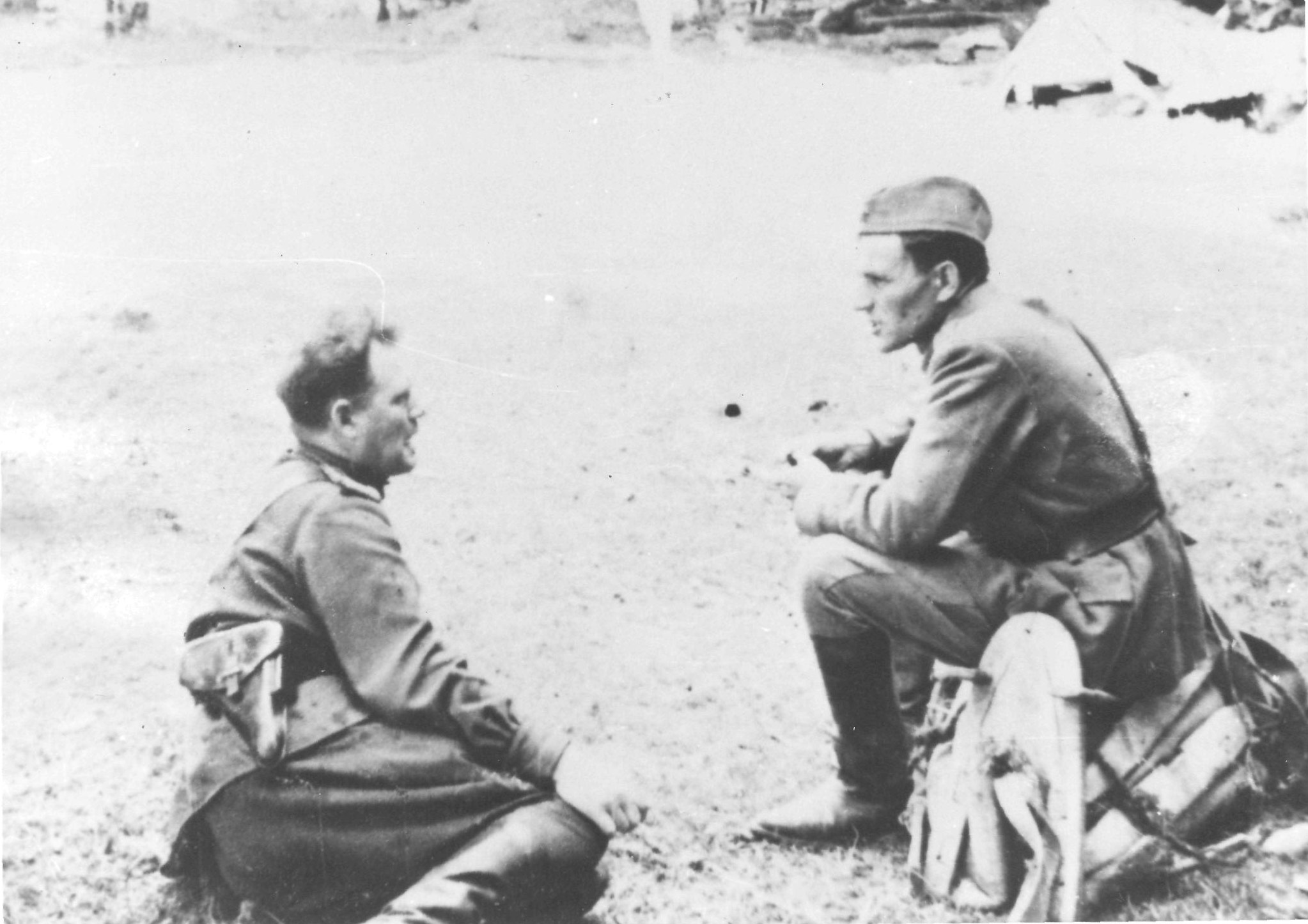
El reportero soviético Vladimir Ješukin junto al comandante partisano Peko Dapčević en Kopaonik, el 13 de agosto de 1944, durante los preparativos de la Ofensiva de Belgrado.

Inmediatamente después de regresar a Yugoslavia, fue detenido en Sombor y trasladado a Montenegro, pero consiguió escapar en la estación de Nikšić. Allí se puso en contacto con miembros del Partido Comunista, participando activamente en los preparativos de la sublevación.
Sus primeras acciones en la Segunda Guerra Mundial fueron contra unidades italianas, logrando su grupo importantes daños sobre columnas y batallones motorizados de la división "Messina". Como miembro del Estado Mayor y comandante del destacamento partisano de Lovćen, unificó el mando de los batallones y destacamentos en territorio montenegrino. A principios de 1942, fue nombrado Comandante en Jefe del Destacamento Partisano de Montenegro. Desde entonces, las unidades bajo su mando libraron una dura batalla en toda el área de Montenegro contra varias divisiones italianas, algunas unidades chetnik y fuerzas separatistas montenegrinas. 
Después, sus unidades participaron en la campaña de Bosnia. A mediados de julio, tomaron Hadžići (en la línea Sarajevo- Mostar) y Gornji Vakuf, pero quedaron estancados en Bugojno. Después, dirigió la lucha contra las fuerzas alemanas, participando en septiembre en el ataque a Jajce, y en intensos combates en toda el área de Bosnia Central. En abril, participó en la batalla del Neretva, en junio en la batalla de Sutjeska, y en octubre en la liberación de Mrkonjić Grad.
En octubre de 1943, Peko se convirtió en comandante del II Cuerpo del Ejército Partisano. Bajo su mando, el cuerpo se convirtió en una de las unidades más exitosas de su ejército. En el otoño de 1943, participó en la liberación de la mayoría del territorio de Montenegro, Herzegovina y el Sandžak, siendo hostigados por los alemanes en la Operación Kugelblitz. Luego dirigió el Cuerpo en intensos combates en la operación Drina-Lim en la primavera de 1944. Tras penetrar en Serbia y liberar un territorio considerable en la cuenca del Morava, fue nombrado comandante del Primer Ejército, que llevó a cabo las operaciones para la liberación del oeste de Serbia, Belgrado y Šumadija.
Al frente de su ejército, participó en la Liberación de Belgrado, en una operación conjunta con el Ejército Rojo, que liquidó la última resistencia de los alemanes en la capital el 14 de noviembre de 1944. Las dos fuerzas lanzaron en septiembre operaciones separadas pero coordinadas, que fueron suficientes para desalojar a los alemanes de la zona.

## Posguerra
Después de la guerra, se trasladó a Moscú, donde en 1948 se graduó en la escuela de oficiales de la Academia Voroshilov. Después de regresar de la Unión Soviética hasta 1953, ejerció como diputado, y desde ese año a 1955 como jefe de Estado Mayor del Ejército Popular Yugoslavo, cargo que debió dejar por problemas relacionados con el caso Milovan Đilas. Después se desempeñó como secretario de Transportes y Comunicaciones y Embajador en Grecia, además de tomar parte en un gran número de misiones diplomáticas. 
Peko estaba casado con la actriz Milena Vrsjakov, con quien tuvo una hija (Milica) y un hijo (Vuk). Falleció en Belgrado el 10 de febrero de 1999, siendo enterrado en el Cementerio Nuevo de la capital serbia.

## Obra literaria
Dapčević escribió varios libros basados en sus vivencias militares:
- „Рат у Кореји“ (La guerra de Corea) Belgrado, 1951.
- „Значај и снага маневра“ (La importancia y el poder de maniobra) Belgrado, 1954.
- „Како смо водили рат“ (Como llevamos la guerra) Belgrado, 1956.
- „Тактика партизанских одреда и бригада“ (Tácticas y brigadas partisanas) Belgrado, 1961.
- „Мале ратне приче“ (Historias humanas de la guerra) Belgrado, 1961.
- „Од Пиринеја до Цетиња“ ("De los Pirineos a Cetiña) Belgrado, 1981.
- „Казивања о Београдској операцији“ (Un relato sobre la Operación Belgrado)